# Никольская церковь (Кривощёково)
Никольская церковь — православная церковь, построенная в 1824 году. Располагалась в селе Кривощёково на территории современного Ленинского района Новосибирска. В 1895 году в связи с отчуждением земель для постройки железнодорожного моста через Обь перенесена в Бугринскую деревню, где действовала до 1930 года, после чего была уничтожена пожаром в 1932 году.
Фундамент утраченной церкви входит в состав памятника археологии «Участок культурного слоя села Кривощёково».

## История

### Кривощёковский период
Ещё до постройки Никольской церкви в селе действовал молитвенный дом, построенный кривощёковцами в 1746 году.
В 1824 году сельское общество Кривощёкова совместно с жителями окрестных поселений возвела деревянный храм во имя Святителя и Чудотворца Николая Мирликийского.
В 1862 году при церкви открылось Кривощёковское церковно-приходское училище.
К 1879 году «вместо ветхой и тесной» старой церкви за пять месяцев был построен новый храм, который тем не менее не был открыт, так как его разрушил пожар.
В 1881 году жители Кривощёкова построили на старом церковном фундаменте деревянный рубленый храм, обшитый тёсом, окрашенный и покрытый железом. Колокольня церкви также была из дерева. Он был пятиглавым, с одним престолом и с тем же посвящением.
18 декабря 1881 года благочинный Платон Ставров по благословению епископа Томского Петра и с участием шести соседних священнослужителей освятил новый кривощёковский храм.

### Перенос в Бугры
В 1895 году в связи с постройкой Великого Сибирского пути, разделившего село на две части, католажная тюрьма, волостное правление и Никольская церковь были перенесены из Кривощёкова в Бугринскую деревню. Здание было собрано в том же виде. 7 декабря 1895 года храм был вновь освящён Диомидом Васильевичем Чернявским, который уже служил в нём настоятелем в 1887—1888 годах. Благодаря переносу управы и церкви Бугринская стала селом и волостным центром.
На новом месте при церкви открылся детский приют, а в 1903 году — женская церковно-приходская школа.
В январе 1920 года после прихода советской власти у церковного причта были изъяты сенокосные и пахотные земли, а служители выселены из собственных домов (два из них были отданы Чрезвычайной комиссии по борьбе с тифом, другие два — под частное жильё).
В феврале 1930 года храм был закрыт, а весной 1932 года — сгорел.
В настоящее время на территории бывшей бугринской церкви находится общежитие колледжа олимпийского резерва (ул. Тульская, 86).

## Внешний вид
Референт издательского совета Новосибирской епархии Евгений Шабунин считает, что при строительстве церкви в селе Кривощёково использовался типовой план № 10 «Атласа планов и фасадов церквей иконостасов к ним и часовен, одобренных для руководства при церковных постройках в сёлах». Однако в фонде Государственного архива Алтайского края хранится совершенно другой проект Никольского храма.

## Финансирование строительства
Сохранились имена крупных благотворителей — колыванских купцов: 1000 рублей на сооружение церкви пожертвовал купец 2-й гильдии Кирилл Климович Кривцов, построивший также Троицкий собор в Колывани, и 200 рублей — купец Гавриил Иванович Пастухов. Ещё 1200 рублей на строительство кривощёковской церкви были выделены из казны.

## Приход
В приход кривощёковской церкви первоначально входило десять близлежащих деревень: Ерестная, Инская, Толмачёвская, Луговая, Каменская, Вертково, Издревинская, Верх-Тулинская, Чемская и Мало-Чемская. Позднее в него были включены ещё семь: Бугринская, Кривошапкино, Шатрова, Сатанино (Верх-Тулинская), Плотниково, Барышево и Кобылий Лог.

## Обнаружение церковного фундамента
Весной 2012 года одна из участниц интернет-сообщества «Новосибирск в фотозагадках» работник Новосибирского краеведческого музея Н. А. Минина нашла в алтайском архиве копии планов Большого Кривощёкова 1893 года. С помощью их наложения на спутниковую карту участники сайта смогли опрелелить подлинное расположение села, а также местонахождение фундамента кривощёковской церкви.
1 июня 2013 года участники краеведческого форума установили поклонный крест на фундаменте утраченного храма.